# Arcadia, Missouri
Arcadia är en ort i Iron County i Missouri. Vid 2020 års folkräkning hade Arcadia 618 invånare.